# Drugi Kongres Wszechbiałoruski

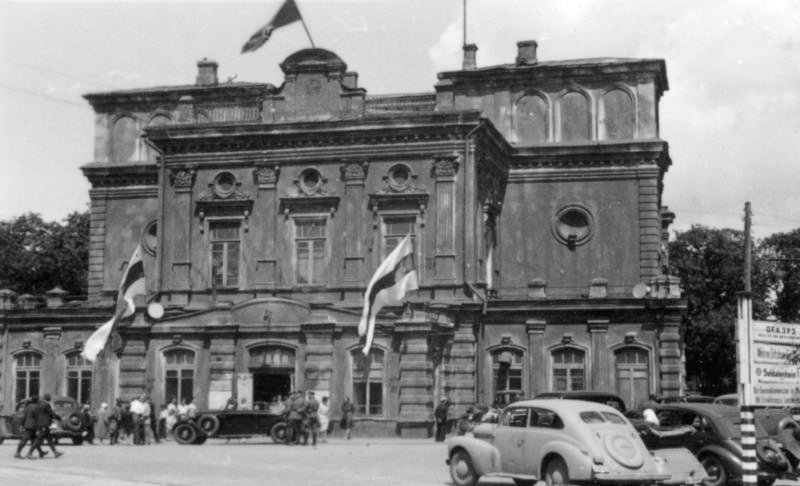
Teatr w Mińsku

II Kongres Wszechbiałoruski (biał. Другі Ўсебеларускі Кангрэс) – zjazd białoruskich przedstawicieli narodowych 27 czerwca 1944 r. w okupowanym przez Niemców Mińsku
Idea zwołania kongresu wszechbiałoruskiego pojawiła się w styczniu 1944 r., krótko po utworzeniu Białoruskiej Centralnej Rady (BCR). W kwietniu zebrał się komitet organizacyjny, który opracował podstawowe dokumenty. W teren zostały wysłane dyrektywy określające sposób wyboru delegatów. Kongres wyznaczono na 27 czerwca. Nawiązywał on do tradycji Kongresu Wszechbiałoruskiego, jaki miał miejsce w dniach 17–31 grudnia 1917 r. w Mińsku i doprowadził do ogłoszenia niepodległości przez Białoruś. II Kongres Wszechbiałoruski odbywał się, podobnie zresztą jak pierwszy, w gmachu teatru miejskiego w Mińsku, przystrojonym flagami w barwach narodowych Białorusi i godłami z Pogonią. Strzegli go żołnierze niemieccy wespół z Białorusinami z miejscowych oddziałów Białoruskiej Obrony Krajowej (BKA). Przybyło 1039 delegatów ze wszystkich stron okupowanej Białorusi (najwięcej z okręgu mińskiego, baranowickiego, głębockiego i wilejskiego), a także z Wilna, Warszawy, Berlina, Rygi i Królewca. Wśród nich było 276 nauczycieli i pedagogów, 245 chłopów, 234 urzędników, 142 robotników i ludzi pracy. Byli działacze społeczno-kulturowi, jak poetki Natalia Arsenniewa i Łarysa Hienijusz, pisarze Chwiedar Iljaszewicz, Jurka Wićbicz, dyrektor białoruskiego gimnazjum w Wilnie Franciszak Grynkiewicz, czy b. wojskowi Anton Sokał-Kutyłouski i Kastuś Jezawitau. W kongresie uczestniczył też prezydent BCR Radasłau Astrouski. Część delegatów była też uczestnikami Kongresu Wszechbiałoruskiego z 1917 r., jak działacz narodowy Fabian Jaremicz, nauczycielka Alena Pawarotnaja, dr Jan Stankiewicz, czy płk K. Jezawitau. Przewodniczącym kongresu został wybrany Jauchim Kipiel, zaś jego zastępcami Iwan Kasiak i Wasil Rahula. Mowę powitalną wygłosił m.in. gauleiter Generalnego Komisariatu „Białoruś” gen. Kurt von Gottberg. Przemawiał R. Astrouski, przedstawiając działalność BCR w różnych dziedzinach życia białoruskiego, oraz różni delegaci. Wygłaszano referaty. Wszystkie deklaracje, jak też porządek obrad były wcześniej uzgodnione z niemieckimi służbami bezpieczeństwa. Końcowa rezolucja kongresu podjęta jednogłośnie jeszcze 27 czerwca nawiązywała do Białoruskiej Republiki Ludowej i mówiła, że:
- Białoruska Centralna Rada na czele z jej prezydentem R. Astrouskim jest jedynym legalnym białoruskim przedstawicielstwem narodowym,
- traktaty i umowy dotyczące ziem i ludności białoruskiej zawarte pomiędzy Polską i ZSRR są nieważne,
- Białoruska Socjalistyczna Republika Radziecka jest tworem moskiewskiego imperializmu, z którą trzeba zerwać wszelkie kontakty.

Postanowienia te nie miały jednak żadnego znaczenia faktycznego, posiadając jedynie wymiar propagandowy, gdyż do Mińska zbliżała się Armia Czerwona, zajmując miasto 3 lipca. Do Niemiec zdołali się ewakuować członkowie BCR, dowództwo i część wyższych oficerów BKA oraz wielu białoruskich działaczy narodowych uczestniczących w kongresie.